# Ludger Burmann
Ludger Burmann (* 4. August 1956 in Werne) ist ein deutscher Schauspieler.

## Leben
Ludger Burmann wurde von Anneliese Römer im Schauspiel unterrichtet. Von 1984 bis 1989 war er festes Mitglied im Ensemble des Dortmunder Stadttheaters. Seit 1989 spielte er in zahlreichen Fernsehserien und wirkte bei Hörspielen mit. Er spielt oft kernige Typen, wie Bauern, Bauarbeiter oder Hausmeister in zahlreichen Nebenrollen.
Ab 1998 spielte er als „Darius Pawelczik“ in der WDR-Serie Die Anrheiner und im Nachfolger Ein Fall für die Anrheiner. Ab 2012 verkörperte er „Walter Berger“ in der Telenovela Rote Rosen.
Ludger Burmann ist auch als Trauer- und Hochzeitsredner tätig. Er wohnt in seinem Geburtsort Werne.

## Filmografie (Auswahl)
- 1992: Ein Fall für TKKG: Drachenauge
- 1993: Tatort: Bauernopfer
- 1994: Der bewegte Mann
- 1994: Polizeiruf 110 – Arme Schweine
- 1994–1999: Der Fahnder (Fernsehserie, 3 Folgen)
- 1994–2001: Die Wache (Fernsehserie, 5 Folgen)
- 1994: Tag der Abrechnung – Der Amokläufer von Euskirchen (Fernsehfilm)
- 1995: Und tschüss! (Fernsehserie, eine Folge)
- 1995: Rennschwein Rudi Rüssel
- 1996: Die Halbstarken
- 1996: Die Männer vom K3 (Fernsehserie, Kurz nach Mitternacht)
- 1996: Die Halbstarken
- 1997: Nikola (Fernsehserie, eine Folge)
- 1997: Napoleon Fritz (Zweiteiler)
- 1998: Polizeiruf 110 – Das Wunder von Wustermark
- 1998: Jimmy the Kid
- 1998–2008: Die Anrheiner (Fernsehserie, 55 Folgen)
- 1999: Oi! Warning
- 2000: Fußball ist unser Leben
- 2000: Harte Jungs
- 2000: SK Kölsch (Fernsehserie, eine Folge)
- 2001: In aller Freundschaft (Fernsehserie, eine Folge)
- 2005–2006: Die Camper (Fernsehserie, 3 Folgen)
- 2007: Rennschwein Rudi Rüssel 2
- 2008: Sturm der Liebe (Fernsehserie, 2 Folgen)
- 2008–2012: Die Pfefferkörner (Fernsehserie, 2 Folgen)
- 2010: Der letzte Bulle (Fernsehserie, eine Folge)
- 2010: Tatort – Der Fluch der Mumie
- 2011: Krauses Braut
- 2011–2013: Ein Fall für die Anrheiner (Fernsehserie, 71 Folgen)
- 2012–2021: Rote Rosen (Fernsehserie, 136 Folgen)
- 2013: Alles was zählt (Fernsehserie)
- 2015: Der Lehrer (Fernsehserie, eine Folge)
- 2015: Heldt – Heißes Eisen (Fernsehserie, eine Folge)
- 2016: Phoenixsee (Fernsehserie, 3 Folgen)
- 2016: Einsatz in Köln – Die Kommissare (Fernsehserie, eine Folge)
- 2018: Arthurs Gesetz (Fernsehserie, 3 Folgen)

## Hörspiele
- 1992: Werner Schmitz: Schön war die Zeit – Regie: Hein Bruehl (Kriminalhörspiel – WDR)
- 2015: Holger Siemann: Der Tod und die Schweine – Regie: Claudia Johanna Leist (Kriminalhörspiel – WDR)